# Gastrolobium calcycinum
Gastrolobium calcycinum är en ärtväxtart som beskrevs av George Bentham. Gastrolobium calcycinum ingår i släktet Gastrolobium och familjen ärtväxter. Inga underarter finns listade i Catalogue of Life.